# 不敗梟雄
是一部1996年的美國動作電影，由華特·希爾執導和編劇，主演是布斯·韋利士、基斯杜化·華堅和布魯斯·鄧恩。本片是翻拍黑澤明的《大鏢客》。

## 劇情
故事發生在1932年禁酒時期的德薩斯州。

## 演員
- 布斯·韋利士 飾 John Smith
- 布魯斯·鄧恩 飾 治安官Ed Galt
- 威廉·山德森（英语：William Sanderson） 飾 Joe Monday
- 基斯杜化·華堅 飾 Hickey
- 大衛·帕特里克·凱利 飾 Doyle
- 卡莉娜·倫芭（英语：Karina Lombard） 飾 Felina
- 內德·艾森柏格（英语：Ned Eisenberg） 飾 Fredo Strozzi
- 米高·伊派里奧里 飾 Giorgio Carmonte
- R·D·克爾（英语：R. D. Call） 飾 Jack McCool
- 亞歷山德拉·包爾斯（英语：Alexandra Powers） 飾 Lucy Kolinski
- 根·詹金斯（英语：Ken Jenkins） 飾 Capt. Tom Pickett
- 泰德·馬克藍（英语：Ted Markland） 飾 副手Bob
- 萊絲莉·曼恩 飾 Wanda
- 派屈克·吉爾帕特里（英语：Patrick Kilpatrick） 飾 Finn

## 外部連結
- 互联网电影数据库（IMDb）上《不敗梟雄》的资料（英文）
- 爛番茄上《不敗梟雄》的資料（英文）
- AllMovie上《不敗梟雄》的资料（英文）
- Box Office Mojo上《不敗梟雄》的資料（英文）
- A Comparison of Yojimbo, A Fistful of Dollars and Last Man Standing （页面存档备份，存于）